# Al-Farwanijja (muhafaza)
Al-Farwanijja (arab. ‏الفروانية‎) – muhafaza we wschodnim Kuwejcie, ze stolicą w mieście Al-Farwanijja. W 2014 roku liczyła ok. 1 mln 77 tys. mieszkańców, co czyni ją najbardziej ludną jednostką administracyjną kraju. Muhafizem od 2014 roku jest szejk Fajsal al-Hammud al-Malik as-Sabah.
Muhafaza leży blisko Zatoki Perskiej i graniczy z wszystkimi pozostałymi muhafazami: na północy z Al-Asimą, na północnym wschodzie z Hawalli, na wschodzie z Mubarak al-Kabir, na południu z Al-Ahmadi i na zachodzie z Al-Dżahrą. Jest to główny obszar mieszkalny Kuwejtu i miejsce, gdzie koncentrują się usługi.